# 中野今日子
中野今日子（なかの きょうこ）は、劇団四季所属の俳優。群馬県前橋市出身。

## 人物・略歴
高校時代は演劇部に所属。桐朋学園演劇科に進学し、卒業後は劇団俳優座に所属。舞台を中心に活動していた。
2005年、劇団四季に入団。「ひばり」の王妃役で劇団四季での初舞台を踏む。

## 劇団四季での出演作品
- ひばり - 王妃役
- 鹿鳴館 - 大徳寺公爵夫人季子役
- ハムレット - ガートルード役
- ミュージカル異国の丘 - 宋美齢役
- ミュージカル南十字星 - 原田春子役
- ユタと不思議な仲間たち - ユタの母役
- 解ってたまるか! - 政子(人質)役
- エクウス - ヘスター・ソロモン役
- 春のめざめ - 大人の女性役
- ウィキッド - マダム・モリブル役
- 赤毛のアン - レイチェル・リンド夫人役
- むかしむかしゾウがきた - おゆき役
- ブラック・コメディ (戯曲) - ミス・ファーニヴァル
- 恋におちたシェイクスピア (劇団四季) - エリザベス女王役
- はじまりの樹の神話 - スミレ役

## テレビドラマ
- 捜査検事・右近誠の殺人調書